# 劳赫哈默
劳赫哈默（德語：Lauchhammer，發音：[ˈlaʊxˌhamɐ] ⓘ，發音：[ˈwuxɔw]）是德国勃兰登堡州上施普雷瓦尔德-劳西茨县的城市，面积88.89平方千米，2023年12月31日人口为13,951人。